# Ajjúbovci
Ajjúbovci nebo dynastie Ajjúbovců (arabsky الأيوبيون‎‎, al-Ayyūbīyūn, kurdsky ئەیووبییەکان‎, Eyûbiyan) byla vojenská muslimská (sunnitská) dynastie založená fátimovským vezírem kurdského původu Saláh ad-Dínem Júsufem ibn Ajjúbem, běžně nazývaným Evropany jako Saladin. Po smrti svého pána damašského emíra Núr ad-Dína v roce 1174 se prohlásil sultánem.
Dynastie vládla v 12. a 13. století v Egyptě, Sýrii, Palestině, Horní Mezopotámii (Velké Arménii), Jemenu a velké části Severní Afriky. V Egyptě vládla do roku 1250. V jiných částech se různé větve ajjúbovské dynastie udržely až do začátku 16. století.

## Historie

### Pod Zengíovci
Saladin byl kurdským vojevůdcem v protikřižáckém tažení uspořádaném Núr ad-Dínem, emírem Damašku (dynastie Zengíovců). Se svým strýcem Šírkúhem byl vyslán zabránit dobytí Egypta Evropany při třetí křížové výpravě.

### Založení dynastie

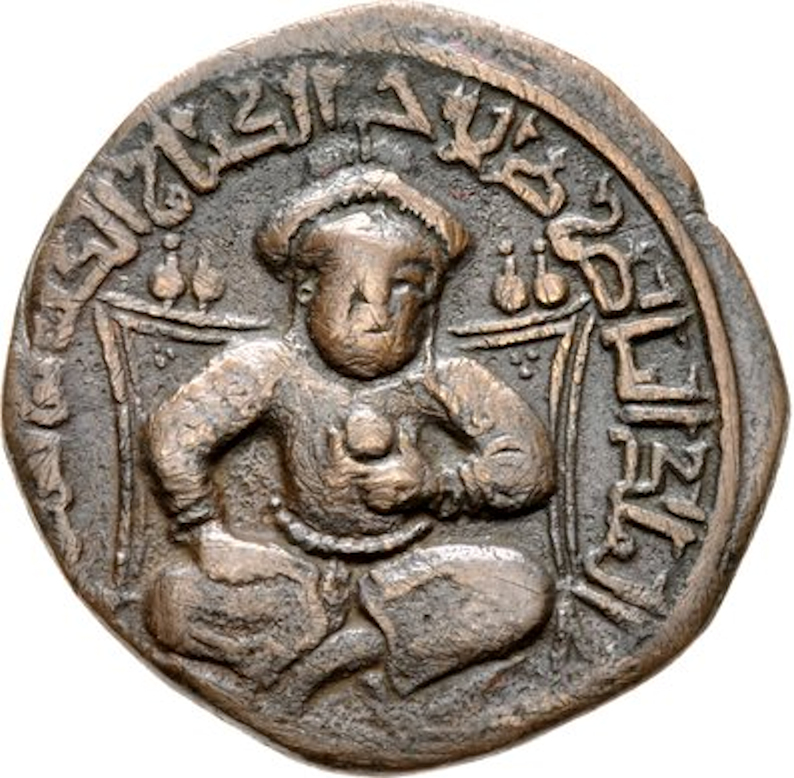
Dirham ražený Saladinem

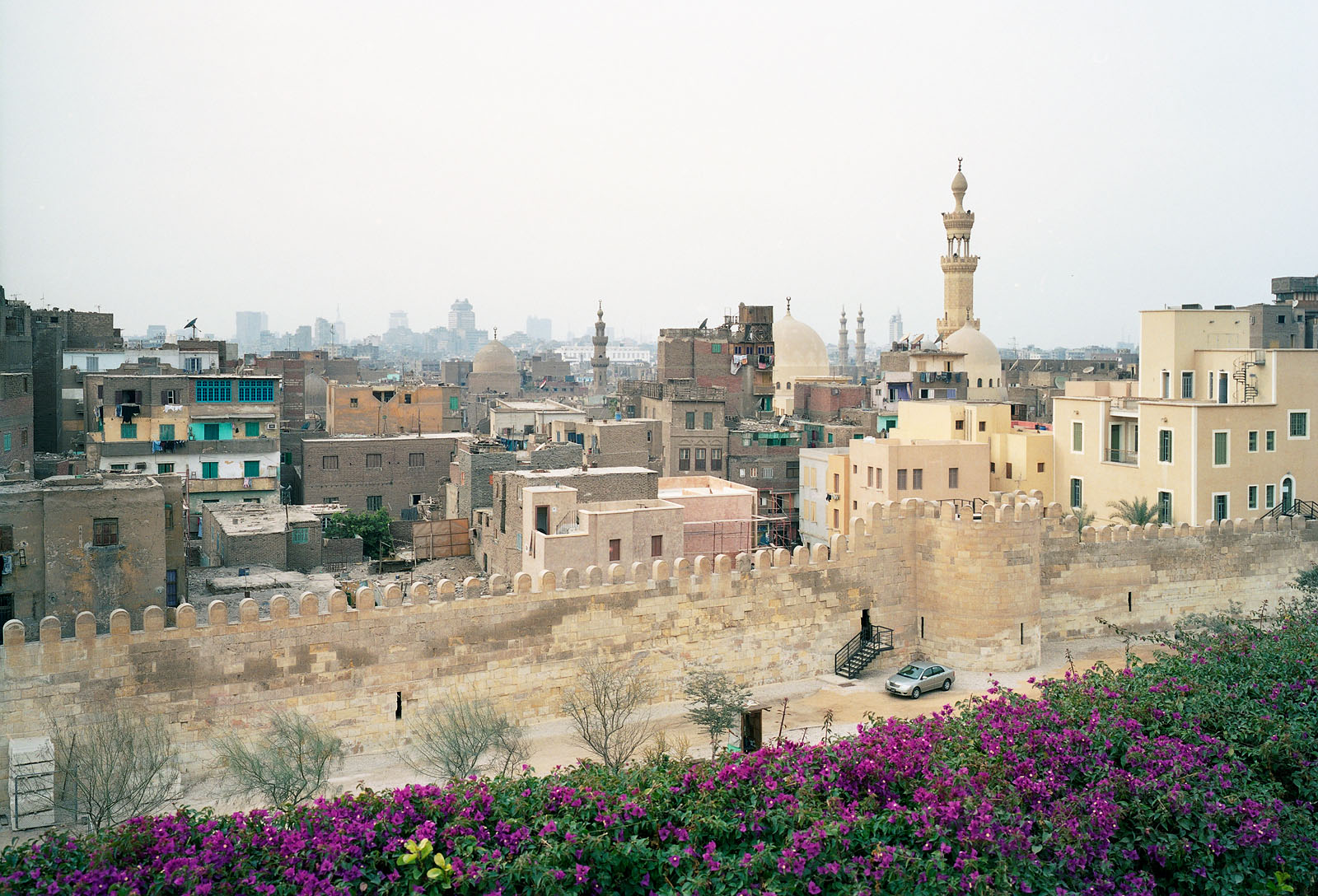
Ajjúbovská zeď v Káhiře

Díky zásahům ve fátimovském Egyptě ve sporech mezi vezíry, kteří zde bojovali o moc, se zde významně rozšířila Núr ad-Dínova moc. Roku 1169 dosáhl Šírkúh jmenování egyptským vezírem. Když však po dvou měsících zemřel, zaujal toto místo jeho synovec Saladin.
Zpočátku vykonával funkci vezíra a formálně byl Núruddínovým místodržícím v Egyptě. Když pak v roce 1171 zemřel tehdejší fátimovský chalífa al-Ádid, zabránil Saladin jmenování jeho nástupce, zrušil fátimovský chalifát v Egyptě a podřídil ší'itský Egypt sunnitskému chalífovi v Bagdádu, kde v té době vládli Abbásovci.

### Expanze
Saladin využil Egypt jako základnu pro další výboje směrem na východ – roku 1187 vpadl do Palestiny, obsadil Jeruzalém a dobyl kromě Tripolského hrabství celou Svatou zemi.
Po Saladinově smrti se říše začala rozpadat. V samotném Egyptě vládla ajjúbovská dynastie do roku 1250.

## Seznam panovníků ajjúbovské dynastie

### Ajjúbovci vládnoucí v Egyptě

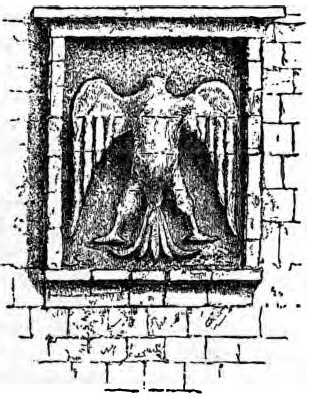
Saladinův orel z Káhirské citadely

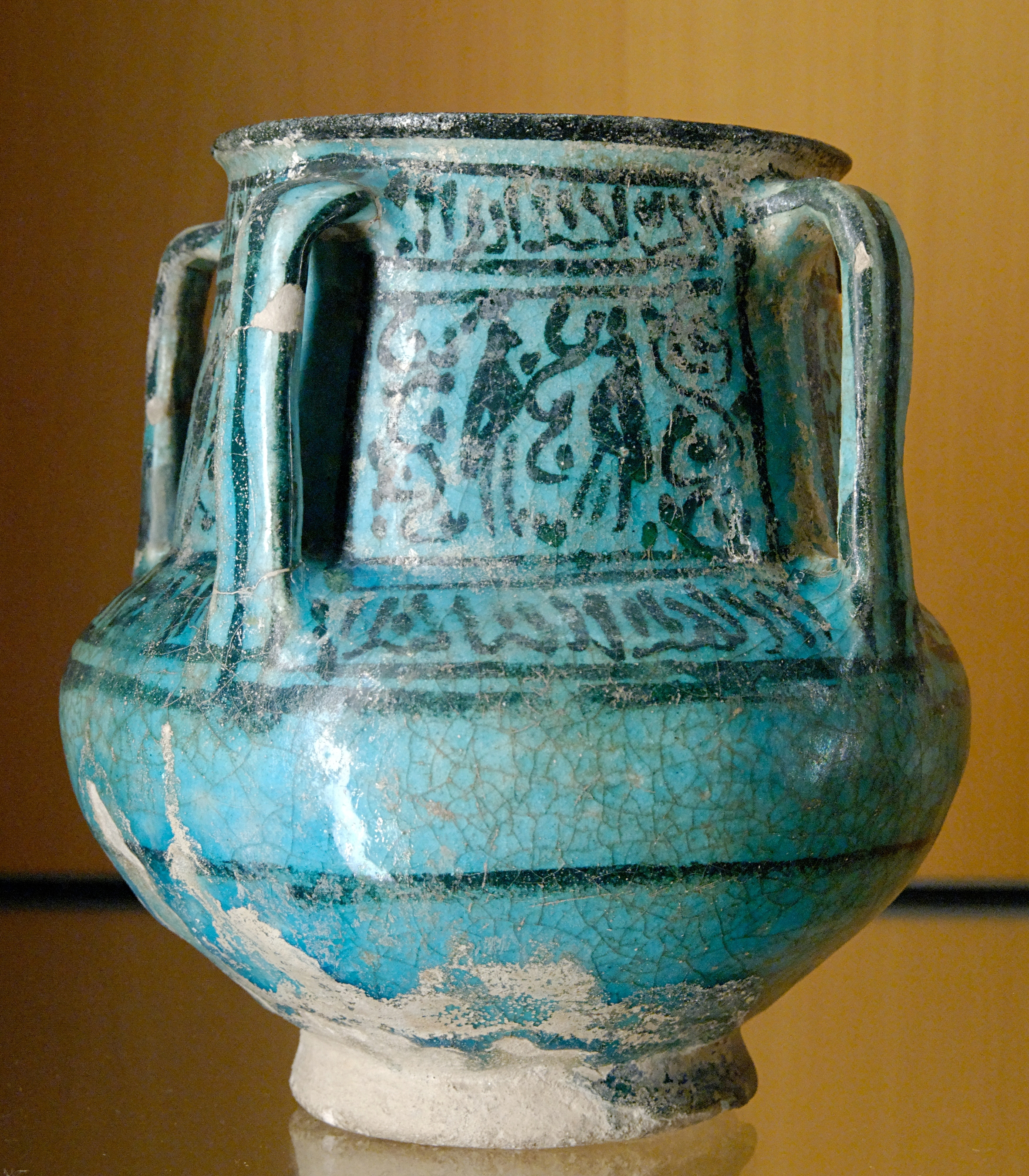
Ajjúbovská keramika z Egypta

- Saláh al-Dín Jusúf ben Ajjúb 1171–1193
- Al-Azíz 1193–1198
- Al-Mansúr 1198–1200
- Al-Ádil (někdy zvaný Safadin) 1200–1218
- Al-Kámil 1218–1238
- Al-Ádil II. 1238–1240
- As-Sálih Ajjúb 1240–1249
- Al-Muazzam Turanšáh 1249–1250 (po jeho zavraždění vládla tři měsíce roku 1250 Šagrat Al Durr)
- Al-Ašraf II. 1250 (pouze formálně, ve skutečnosti vládl mamlúk Ajbak)

### Ajjúbovci vládnoucí v Damašku
- Saláh ad-Dín Jusúf ben Ajjúb 1174–1193
- Al-Afdal 1193–1196
- Al-Ádil I. (Safadin) 1196–1218
- Al-Mu'azzam 1218–1227
- An-Násir Daúd 1227–1229
- Al-Ašraf 1229–1237
- As-Sálih Ismaíl 1237–1238
- Al-Kámil 1238
- Al-Ádil II. 1238–1239
- As-Sálih Ajjúb 1239
- As-Sálih Ismaíl (podruhé) 1239–1245
- As-Sálih Ajjúb (podruhé) 1245–1249
- Turanšáh 1249–1250
- An-Násir Jusúf 1250–1252

#### Ajjúbovští emírové v Aleppu (Halábu)

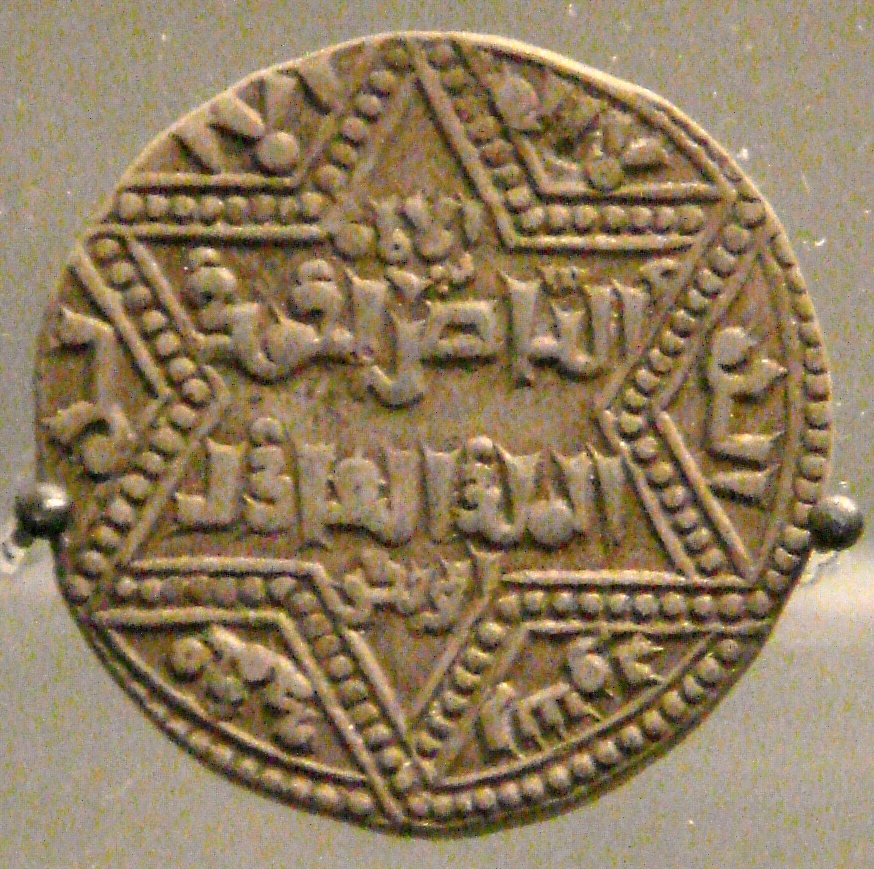
Ajjúbovská mince z Aleppa nesoucí jméno emíra Az-Záhira

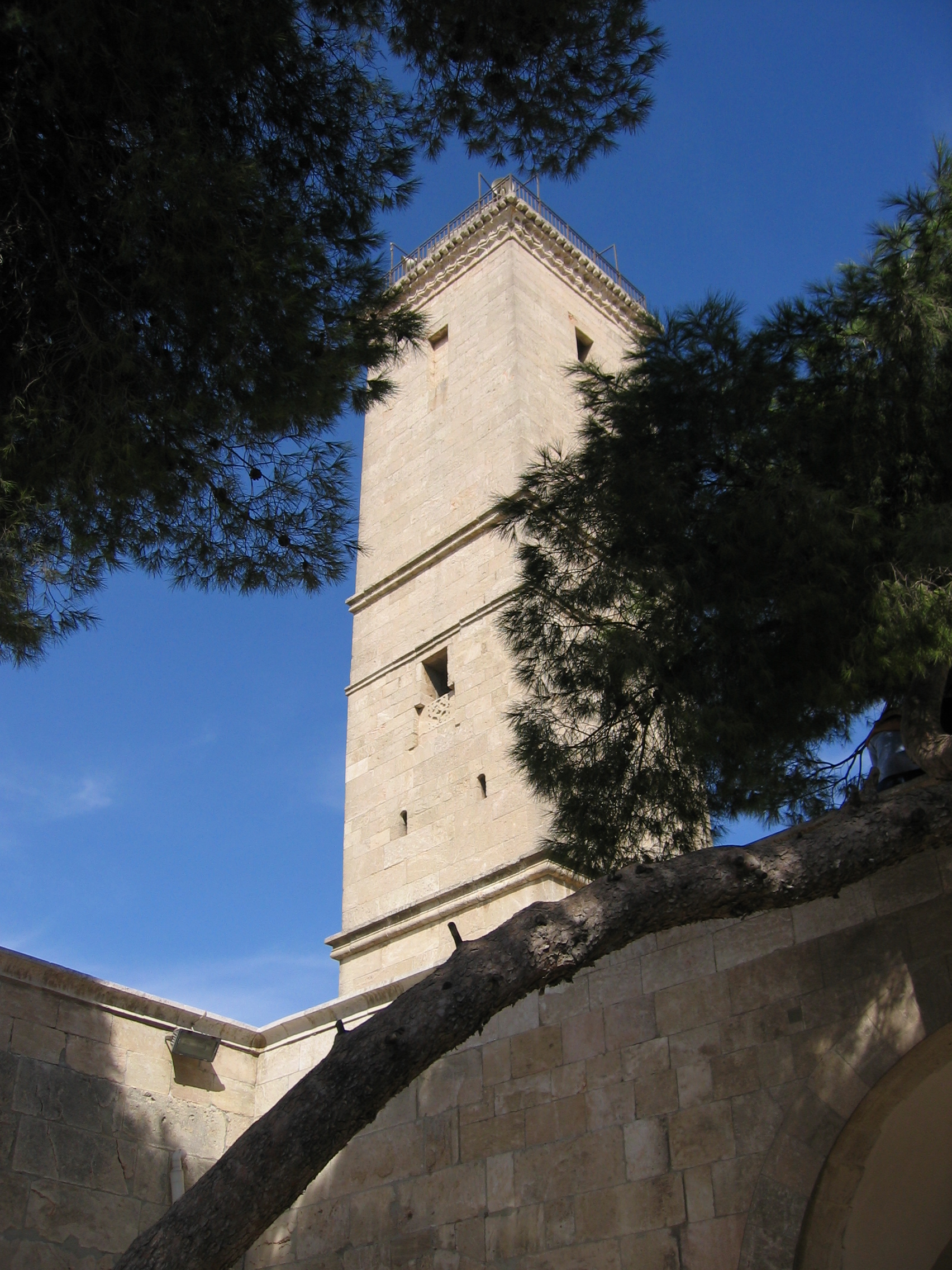
Minaret velké mešity v aleppské citadele postavená Az-Záhirem v roce 1214

- Saladin 1183–1193
- Az-Záhir 1193–1216
- Al-Azíz 1216–1236
- An-Násir Jusúf 1236–1260

### Ajjúbovci vládnoucí v Chamatu (Hamá)
- Al-Muzaffar I 1178–1191
- Al-Mansúr I 1191–1221
- Al-Násir 1221–1229
- Al-Muzaffar II 1229–1244
- Al-Mansúr II 1244–1284
- Al-Muzaffar III 1284–1300
- Al-Muajjád 1310–1331
- Al-Afdal 1331–1342

### Ajjúbovci vládnoucí v Homsu
- Al-Káhir 1178–1186
- Al-Mudžáhid 1186–1240
- Al-Mansúr 1240–1246
- Al-Ašraf 1248–1263

### Ajjúbovští emírové v Keraku (Zajordánsku)
- An-Násir Daúd 1229–1249
- Al-Mughlíb 1249–1263

### Ajjúbovci vládnoucí v Horní Mezopotámii
- Saladin 1185–1193
- Al-Ádil I 1193–1200
- Al-Awhad 1200–1210
- Al-Ašraf 1210–1229
- Al-Muzaffar 1220–1247
- Al-Kámil 1247–1260

#### Ajjúbovci vládnoucí v Hisn Kajfá
- As-Sálih Ajjúb 1232–1239
- Al-Mu'azzam Turánšáh 1239–1249
- Al-Awhad 1249–1283

Tento rod pokračoval až do 16. století.

### Ajjúbovci vládnoucí v Jemenu
- Al-Mu'azzam Turánšáh 1173–1181
- Al-Azíz Tughtegin 1181–1197
- Muíz ud-Dín Ismáíl 1197–1202
- An-Násir Ajjúb 1202–1214
- Al-Muzaffar Sulajmán 1214–1215
- Al-Mas'úd Júsuf 1215–1229